# Forn de fang

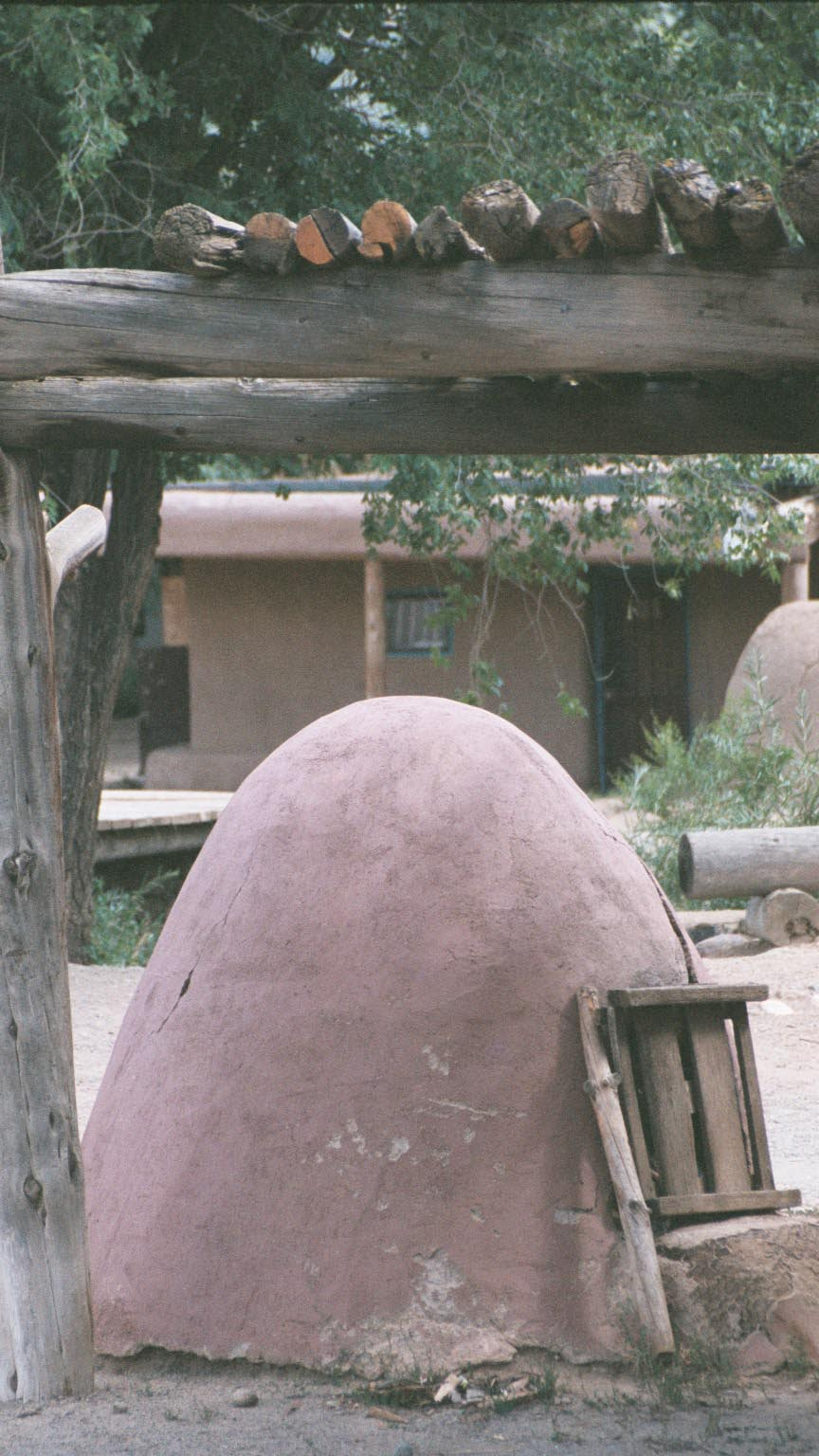
Un forn al poble de Taos (Nou Mèxic) el 2003

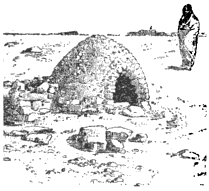
Un forn pueblo

Un forn de fang és un forn fet de fang o tova, construït a l'aire lliure i utilitzat pels amerindis nord-americans. Aquest tipus de forn també és molt comú a l'Europa central, sobretot a Hongria, i en aquests dies s'està posant de moda, un altre cop. El nom per al forn en hogarés és Kemence. Un forn de característiques semblants havia estat introduït a la península Ibèrica pels sarraïns. El més curiós és que va ser àmpliament utilitzat (i encara ho és avui) pels indis nadius americans, conjuntament (a totes les terres ocupades) amb els colonitzadors espanyols d'Amèrica del Nord. The horno has a beehive shape and uses wood as the heat source.
És molt comú a l'Argentina l'Uruguai a les àrees rurals, des de l'època colonial fins als nostres dies, on rep el nom de horno de barro, literalment "forn de fang". Horno és una paraula que significa "forn" en castellà, i deriva de la paraula llatina furnus '
El forn té una forma de rusc i utilitza la llenya com l'única font de calor. El procediment encara s'utilitza a algunes parts de Nou Mèxic i Arizona consisteix a fer un foc a l'interior del forn i, passat el temps adequat, es retiren les brases i cendres i s'introdueix el pa que es vol cuinar. Després d'una estona, es pot treure el pa ja cuit. En el cas del blat de moro, les cendres són ruixades amb aigua i el blat de moro s'insereix en el forn per a ser "cuinat al vapor". En cuinar les carns, el forn s'escalfa fins a una temperatura de "blanc calent" (al voltant de 650 graus Fahrenheit), el carbó es retira cap a la part posterior del forn, i s'hi posa la carn. LLavors se segellen amb fang el forat pel fum i la porta i es deixa coure. Calen de 2 ½ a 3 hores per coure un gall dindi de 9 kg. Atès que el forn és de tova, s'asseca la humitat dels aliments per convecció natural i queden molt suculents.